# Pogány Ferenc (operaénekes)
Pogány Ferenc, Pollák (Máramarossziget, 1888. december 18. – Buenos Aires, Argentína, 1947. szeptember 21.) magyar operaénekes (bariton), ügyvéd.

## Élete
Dr. László Gézánál tanult énekelni. 1912 és 1929 között az Operaház tagja volt, de 1914-től az első világháborúban harcolt, s az orosz fogságból csak 1920-ban tért haza. 1924-ben Lipcsében vendégszerepelt. 1926-tól ügyvédként is működött. 1930-ban emigrált Magyarországról és Buenos Airesben telepedett le, ahol eleinte hangversenyeket adott és a Teatro Colónban is fellépett, majd fiatalokat tanított énekelni és jogászként dolgozott.

## Főbb szerepei
- Leoncavallo: Bajazzók – Tonio
- Mascagni: Parasztbecsület – Alfio
- Mozart: Varázsfuvola – Papageno
- Puccini: Tosca – Scarpia
- Puccini: Turandot – Ping
- Camille Saint-Saëns: Sámson és Delila  – Abimelek
- R. Strauss: Rózsalovag – Faninai
- Verdi: Rigoletto
- Wagner: Lohengrin – Telramund
- Wagner: Nürnbergi mesterdalnokok – Beckmesser
- Wagner: Rajna kincse – Alberich
- Wagner: Tannhäuser – Biterolf